# Agestrata semperi
Agestrata semperi är en skalbaggsart som beskrevs av Mohnike 1873. Agestrata semperi ingår i släktet Agestrata och familjen Cetoniidae. Inga underarter finns listade i Catalogue of Life.